# معبد کوگانجی

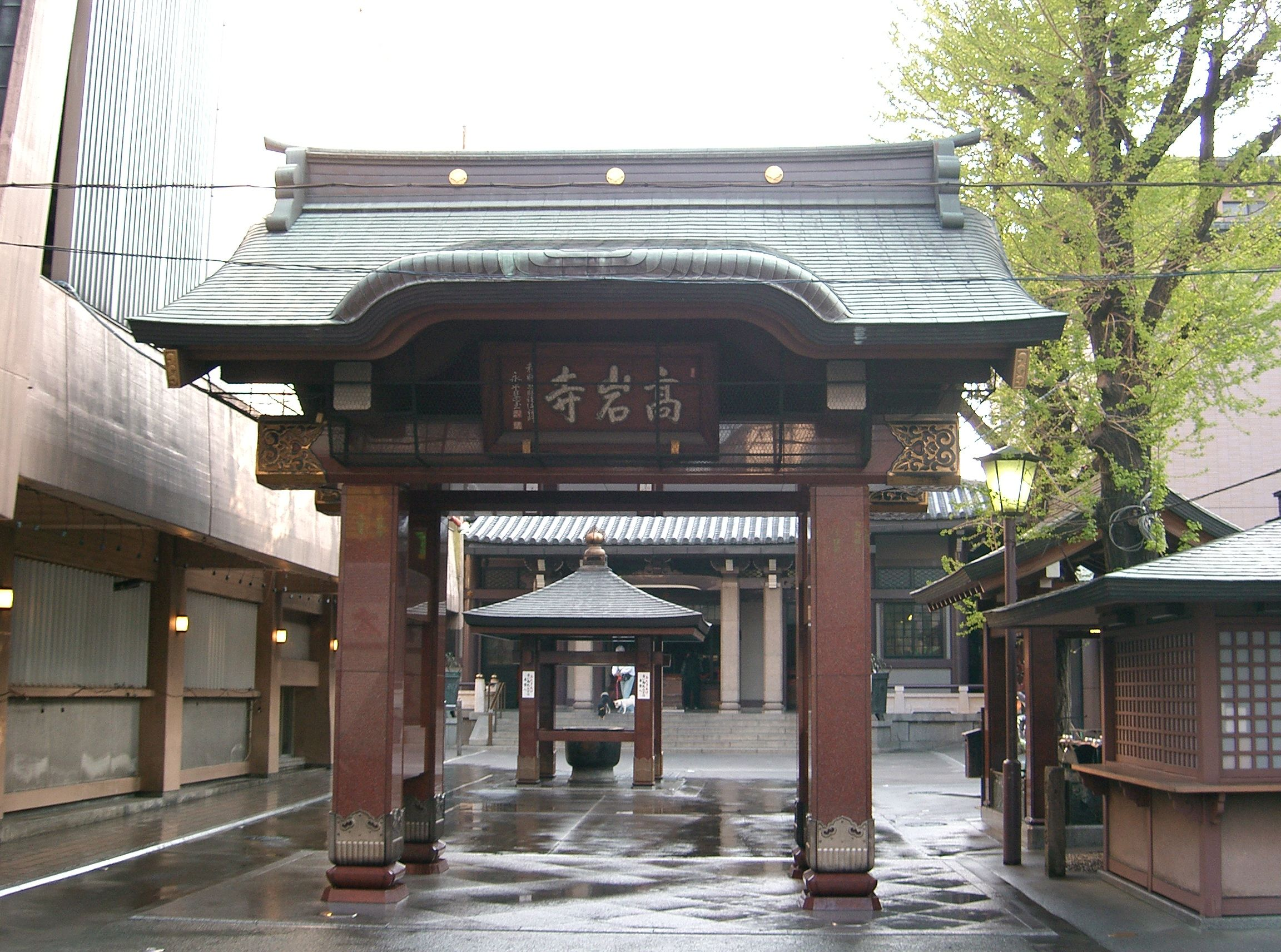
معبد کوگانجی.

معبد کوگانجی (به ژاپنی: 高岩寺) در منطقهٔ توشیما در توکیو، پایتخت ژاپن واقع شده و در سال ۱۵۹۶  میلادی ساخته شده‌است. 

## رسیدن به معبد
- جی آر، خط یامانوته ایستگاه سوگامو (巣鴨駅)
- متروی توئی، خط میتا، I 15